# Bivacco Umberto Balestrieri
Das Bivacco Umberto Balestrieri ist eine Biwakschachtel der Sektion Club Alpino Accademico Italiano des Club Alpino Italiano auf 3142 m s.l.m. Höhe im Valtournenche, einem Seitental des Aostatals.

## Beschreibung
Das Biwak wurde im Jahr 1927  in den Grandes Murailles auf dem vom Col des Cors nach Osten führenden Grat errichtet. Benannt wurde es nach dem Alpinisten Umberto Balestrieri, dem zahlreiche Erstbegehungen im Aostatal gelangen.

## Zugang
Der ungefähr vier Stunden dauernde Zugang zum Biwak beginnt in Cervinia und ist zunächst identisch mit dem zum Bivacco Giovanni Bobba führenden Weg No. 11. Im weiteren Verlauf fehlen Markierungen. Die Route wird steil, exponiert und zunehmend abschüssig und ist als alpiner Aufstieg einzustufen. 

## Aufstiege
Das Biwak dient als Ausgangspunkt für die Anstiege auf Punta Gastaldi (Pointe des Cors) und Punta Lioy (Pointe Lioy).

## Überschreitungen
- Tête de Valpelline über das Bivacco Achille Ratti und den Col dei Cors.